# Ubexy
Ubexy – miejscowość i gmina we Francji, w departamencie Wogezy, w regionie Lotaryngia. Według danych na rok 2006, gminę zamieszkiwało 171 osób.